# Collinsia ksenia
Collinsia ksenia là một loài nhện trong họ Linyphiidae.
Loài này thuộc chi Collinsia. Collinsia ksenia được Crosby & Bishop miêu tả năm 1928.